# 磯山晶
磯山 晶（いそやま あき、女性、1967年10月7日 - ）は、日本のテレビプロデューサー、映画プロデューサー、元漫画家。元TBSテレビ編成局編成部ドラマ担当部長。東京都出身。小泉すみれ（こいずみ すみれ）のペンネームで漫画家として活動したことがある。2024年にTBSを退社し、同年7月、株式会社a.i（エードットアイ）を設立。

## 略歴

### 生い立ち
小学生のとき、大手中学受験塾である四谷大塚に通っていた。このことが後に『四谷くんと大塚くん/天才少年探偵登場の巻』をプロデュースするきっかけのひとつとなった。フェリス女学院高等学校、上智大学文学部新聞学科卒業。高校在学中は美術部に所属し、漫画で賞も受賞。画家になりたいとも考えていたが、「安定を求めて」一般大学への進学を決め、推薦入試で上智大学文学部新聞学科へ進学した。大学在学中には、篠山紀信撮影の「女子大生シリーズ」で『週刊朝日』の表紙を飾ったことがある。

### TBSテレビ
大学卒業後、1990年TBSテレビ（当時は東京放送）に入社、制作一部に配属となる。同期には、磯山と同じくドラマ担当プロデューサーの植田博樹や、アナウンサーとして活躍し、プライベートでも交流のある渡辺真理がいる。テレビドラマのADを務めていたが、途中病気でダウンしてしまい、『クイズダービー』のADに異動。制作一部に復帰後、八木康夫の下でAPを務めたのち『キャンパスノート』（1996年）でプロデューサーとしてデビューする。以後、数多くの作品をプロデュースしている。ドラマ脚本家としての宮藤官九郎と組むことが多く、『池袋ウエストゲートパーク』以降、『木更津キャッツアイ』『マンハッタンラブストーリー』など数多くのオリジナルドラマを共に生み出している。2006年3月、日本女性放送者懇談会の「放送ウーマン賞2005」を受賞した。2016年からは、編成部所属として、テレビドラマの編成に関わる。『俺の家の話』で2021年度芸術選奨文部科学大臣賞放送部門を受賞した。既婚者で、夫もTBS社員である。2024年に退社してフリーになることが発表された。

### 漫画家活動
ADの仕事のハードさにTBSを退社しようとした際、漫画を描いて応募したところ、講談社の担当編集者から「君のテレビ局ライフを漫画にしなさい」とすすめられ、『プロデューサーになりたい』と題した作品を「小泉すみれ」名義で『ミスターマガジン』に連載した。単行本は全4巻で発売され、同作品は磯山自身のプロデュースにより1997年春に坂井真紀主演でドラマ化され、第35回ギャラクシー賞奨励賞を受賞している。単行本はその後絶版となったが、2004年に「磯山晶」名義で再発売された。
現在でも、担当ドラマの公式サイトで4コマ漫画を発表することがある。また『木更津キャッツアイ』のマスコットキャラクターの猫は彼女の手によるものである。
ペンネームである「小泉すみれ」の「小泉」は小泉今日子から拝借したものである。同姓同名の文筆家・TVコラムニストの小泉すみれがいるが、別人である。

## 受賞歴
2025年
- 第49回エランドール賞 プロデューサー賞（田中友幸基金賞）奨励賞

## 主な作品

### 演出・プロデューサー補
- ホットドッグ（1990年）演出補
- パパとなっちゃん（1991年）演出補
- 愛するということ（1993年）プロデューサー補
- ホームワークSpecial（1993年）制作補
- カミさんの悪口（1993年）プロデューサー補
- Sweet Home（1994年）プロデューサー補
- 乱歩 妖しき女たち（1994年）制作補
- 男嫌い（1994年）制作補
- 僕が彼女に、借金をした理由。（1994年）制作補
- 結婚しようよ（1996年）プロデューサー補

### プロデュース

#### テレビドラマ
- カミさんの悪口2（1995年）
- パパ・サヴァイバル（1995年）
- キャンパスノート（1996年）
- 協奏曲（1996年）
- プロデューサーになりたい（1997年）
- 不機嫌な果実（1997年）
- カミさんなんかこわくない（1998年）
- ラブとエロス（1998年）
- 天国に一番近い男シリーズ（1999年 - 2001年）
  - 天国に一番近い男（1999年）
    - 天国に一番近い男 炎の命がけドラマスペシャル（1999年）
    - さらば天国に一番近い男（2000年）

  - 天国に一番近い男 教師編（2001年）
- コワイ童話「人魚姫」「親ゆび姫」（1999年）
- 悪いオンナ「占っちゃうぞ」（1999年）
- 池袋ウエストゲートパーク（2000年）
  - 池袋ウエストゲートパーク SOUPの回（2003年）
- 木更津キャッツアイ（2002年）
- ぼくが地球を救う（2002年）
- マンハッタンラブストーリー（2003年）
- 四谷くんと大塚くん/天才少年探偵登場の巻（2004年）
- 一番大切なデート 東京の空 上海の夢（2004年）
- ドラマスペシャル タイガー&ドラゴン（2005年）
  - タイガー&ドラゴン（2005年）
- 吾輩は主婦である（2006年）
- 特急田中3号（2007年） - あるテレビ番組と書籍を見た磯山が、鉄道ドラマをやりたいと企画。「鉄道趣味」指導役の南田裕介を介して鉄道漫画「鉄子の旅」と接触。案内人・横見浩彦のルポエッセー目当てに「一緒に余部に行きませんか」と声をかけると、窓口である編集員の神村が了承、横見も応じて「鉄子」「特急田中」の相互乗り入れ取材となった。
- 歌姫（2007年）
- 流星の絆（2008年）
- 小公女セイラ（2009年）
- うぬぼれ刑事（2010年）
- 専業主婦探偵〜私はシャドウ（2011年）
- 大奥〜誕生［有功・家光篇］（2012年）
- 落語研究会
- 空飛ぶ広報室（2013年）
- ごめんね青春!（2014年）
- 逃げるは恥だが役に立つ ガンバレ人類! 新春スペシャル!!（2021年）
- 100万回 言えばよかった（2023年）
- 離婚しようよ（2023年、Netflix）

- 不適切にもほどがある!（2024年）

#### 映画
- 木更津キャッツアイ 日本シリーズ（2003年）
- 木更津キャッツアイ ワールドシリーズ（2006年）
- 大奥（2010年）
- 大奥〜永遠〜［右衛門佐・綱吉篇］（2012年）

### 編成
- 重版出来!（2016年）
- 逃げるは恥だが役に立つ（2016年）
- ごめん、愛してる（2017年）
- 監獄のお姫さま（2017年）企画・編成
- きみが心に棲みついた（2018年）
- 大恋愛〜僕を忘れる君と（2018年）
- インハンド（2019年）

### チーフプロデュース
- G線上のあなたと私（2019年）
- 恋はつづくよどこまでも（2020年）
  - まだまだ恋はつづくよどこまでも（2020年、Paravi）
- 恋する母たち（2020年）
  - 恋する男たち（2020年、Paravi）
- 俺の家の話（2021年）

### 企画協力
- 病室で念仏を唱えないでください（2020年）

## 著書

### 漫画
- プロデューサーになりたい（1）（小泉すみれ名義、1995年5月2日、講談社 ワイドKC、ISBN 978-4-06-176762-1）
- プロデューサーになりたい（2）（小泉すみれ名義、1995年12月5日、講談社 ワイドKC、ISBN 978-4-06-176786-7）
- プロデューサーになりたい（3）（小泉すみれ名義、1996年8月7日、講談社 ワイドKC、ISBN 978-4-06-337306-6）
- プロデューサーになりたい（4）（小泉すみれ名義、1997年2月5日、講談社 ワイドKC、ISBN 978-4-06-337323-3）
- アイドルと恋に落ちる方法 （小泉すみれ名義、2000年10月、集英社・ヤングジャンプ・コミックス）
- 好きな女性のタイプは?　（小泉すみれ名義、2003年、集英社・ヤングジャンプ・コミックス）
- プロデューサーになりたい（上）（2004年8月20日、講談社、ISBN 978-4-06-364596-5）
- プロデューサーになりたい（下）（2004年8月20日、講談社、ISBN 978-4-06-364597-2）